# Közigazgatás
A közigazgatás azon szervezetek összessége, amelyek közhatalmat gyakorolva, az állam vagy az önkormányzat nevében közfeladatokat látnak el és jogszabályokat hajtanak végre. A helyi közügyekben az önkormányzati igazgatás, az országos jelentőségű ügyekben a központi közigazgatás jár el.
Régebben – a hajdani szocialista országoknak köszönhetően – a közigazgatást az államigazgatással azonos fogalomként kezeltük. Ennek oka az volt, hogy ezek az országok a közigazgatás összes területét központosították. Azonban amikor 1990-ben megalakultak a helyi önkormányzatok, a közigazgatás és az államigazgatás fogalma elkülönült egymástól. Ettől fogva beszélhetünk önkormányzatok által végzett igazgatásról (önkormányzati igazgatás) és az államigazgatás szervei által végzett igazgatásról (államigazgatás).
Az egyes közigazgatási szervek, szervezetek hatalmát területi szempontból az illetékességük, az általuk lefolytatható eljárások típusa szempontjából a hatáskörük határozza meg. A közigazgatási eljárást hivatalból vagy a közigazgatás ügyfeleinek kérelmére a köztisztviselők (vagy kormánytisztviselők) folytatják le.
A modern közigazgatás jellemzője, hogy a köztisztviselő (vagy a kormánytisztviselő) a saját nevében, vagy a szolgálatadó szerv vezetője nevében valamilyen jogszabályt alkalmazva, semlegesen és pártatlanul jár el. A modern közigazgatás az írásbeliségre épül és formalizált. A modern bürokrácia első nagy teoretikusa Max Weber volt. Egyébként a bürokrácia fogalma Webernél sem egyértelműen negatív, a rutinnal azonosítható.

## Története
Valamifajta (köz)igazgatási szervezettel minden állami vagy helyi hatalom rendelkezett. A modernitást megelőző időszakok közigazgatása többnyire nem volt személytelen: a tisztségviselők személyre szóló megbízatást végeztek, valamilyen hatalommal rendelkező személy szolgájaként, többnyire egy uralkodó megbízásából és akaratából. A Római Birodalom jelentős császári közigazgatást épített ki. Ám a legendásan szerteágazó közigazgatás megvalósulása már a Bizánci Birodalomban történt meg (vö.: bizantinizmus). A kínai Tang-dinasztia volt az első olyan uralkodócsalád, amely írásos versenyvizsgákon választotta ki hivatalnokait. Itt a közigazgatási vagy kormányzattörténeti ismeretek helyett egy adott, kötött versmérték szerint kellett filozófiai fogalmazványt írni a kínai klasszikusokból. A legjobbak a császári fővárosba utazhattak egy második rostára. Módosult változata a 20. század elejéig működött. (Egyébként a kínai közigazgatás áll fenn legrégebben a világon).

### A magyar közigazgatás története
Magyarországon egységes közigazgatás (állandó hivatalnoki rendszer, hasonló ügyek hasonló ügyintézése stb.) csak a 18. század elejétől figyelhető meg.

#### A közigazgatás jellemzői a 18-19. században
A török uralom visszaszorítása után Kollonich Lipót győri püspök, volt magyar kamaraelnök kapta a feladatot, dolgozza ki a felszabadított területek új államigazgatási berendezését. Ez a munkálat volt az ún. Einrichtungwerk (1688). Kollonich a magyar kancelláriából rendesen működő udvari hivatalt kívánt alakítani, a közigazgatás rendezését pedig a magyar államterület több régióra való bontásával képzelte el. Budán, Kassán, Zágrábban magasabb regionális hatóságot kívánt létrehozni, melyet Budán a nádor, Kassán az országbíró, Zágrábban pedig a horvát bán felügyelt volna. Ezt a tervezetet a bécsi haditanács elutasította, mert hatáskörüket csorbította volna. Az 1723. évi XCVII. törvénycikk felállította a Helytartótanácsot, mint a Magyarország területén az egész országra érvényes hatáskörrel működő, a pénz- és hadügyeken kívül az igazgatást legmagasabb szinten intéző belügyi kormányszervet. III. Károly idején elkezdődik a szakigazgatási ágazatok kiépülése: ilyen volt a szegényügy és az egészségügy, majd a Ratio Educationis kibocsátásával a tanügyi igazgatás. A magyar bürokrácia kiépítése a felvilágosult abszolutista uralkodókra várt. Mária Terézia Államtanácsa (Staatsrat) volt az állami szervezet reformjainak központja. Az első magyarországi népszámlálás (1784–1787) adatai szerint Magyarországon és Erdélyben mintegy ötezer tisztviselő élt. 1768-ban adja ki Mária Terézia főispáni utasítását, amely a vármegyei igazgatás teljes egészét átfogta. Az utasítás célja: „a vármegyék különböző igazgatásából származott és a közönségre nézve ártalmas hiányokat orvosolni (…) jó és egyenlő igazgatást” létrehozni.
A Hétszemélyes Táblának II. József idején még az volt a véleménye, hogy a közigazgatási hivatalhoz elég a józan ész, az uralkodó hangsúlyt fektetett a szakképzettségre. A tisztviselőket a katonai minősítési rendszer adaptálásával minősítették. A hivatalt élethivatásának választó tisztviselő Mária Terézia idejétől kezdve részesült nyugdíjban. A nyugdíj azonban csak az állami tisztviselőkre terjedt ki, az önkormányzati közhivatalnokok nyugdíjigényét csak a 19. század második felében ismerték el.
A közigazgatási kérdések a reformkori országgyűlések visszatérő témája. A közigazgatási reformokért Eötvös József, Szalay László, Trefort Ágoston, Csengery Antal, Lukács Móric harcolt. Valamennyien a feudális vármegyei közigazgatás háttérbe szorítását kívánták elérni a központi, centralizált államhatalommal szemben. Gondolkodásmódjukat a szépirodalom eszközeivel is bemutatja Eötvös A falu jegyzője című regénye.
A polgári államigazgatás alapjait az 1848-as forradalom alapozta meg. Az 1848. évi III. törvénycikk a kormány működéséről, az 1848. évi XVI. törvénycikk pedig a vármegyei és városi szervezetről szólt. A Bach-korszak területrendezését a magyar vármegyei érdekek nem befolyásolták, közigazgatási szakemberek utólagos véleménye szerint racionális elképzelés volt. A neoabszolutizmus reformjait a kiegyezés után kiépülő polgári közigazgatás szervezet – a szakigazgatás egyes szervezeteinek kivételével – felszámolta. A kiegyezés után a vármegyék megerősödtek. Az első törvényhatósági (1870. évi XLII. törvénycikk) és községi (1871. évi XVIII. törvénycikk) törvények a megyék szerepét a községek felett megtartották. Kiépítették a főispáni felügyeletet, amelyet az eddigi szabad királyi városokra is kiterjesztettek. 1883-ban létrejön a pénzügyi közigazgatási bíróság, és törvényt alkotnak a tisztviselők képesítéséről is. 1896-ban felállítják a közigazgatási bíróságot.

#### A két világháború között
Az 1930-as évekre Európa fejlettebb országaiban már több közigazgatás-tudományi irányzat vitatkozott egymással.
A magyar polgári közigazgatás-tudomány legismertebb képviselője Magyary Zoltán. Modern közigazgatásról az volt a felfogása, hogy „a közigazgatás is igazgatás, amelybe a tudományos munkaszervezés és üzemvezetés törvényszerűségei bevihetők, s ezzel hatékonysága hallatlan mértékben növelhető” Hozzáteszi: „a közigazgatás gazdaságosságának és eredményességének fokozása nem kívánja a jogállamiság feladását.” Azaz nincs akadálya annak, hogy a közigazgatás egyszerre hatékony és jogszerű is legyen. A közigazgatás fejlődését tehát nem e két nézőpont közötti választás, hanem harmonikus egybefonódásával kell megvalósítani. Magyary felállította azt a tételt, hogy a személyzet szükséges létszámánál a munka mennyisége, a munkaidő és az eljárási mód mellett, döntő tényező a személyzet minősége, amelyre viszont a személyzet kiválasztása, szakképzettsége és minősítése bír a legnagyobb jelentőséggel. 1931-ben a Bethlen-kormány elrendelte a közigazgatás egyszerűsítésének előkészítését, mellyel Magyaryt bízták meg. Magyary 1932-ben elkészítette a magyar közigazgatás racionalizálásának programját. A javaslat megvalósítására nem került sor. Bethlen Istvánt követő Károlyi Gyula folytatta elődjének racionalizálási kísérleteit, fenntartotta Magyary megbízását, de a gazdasági világválság idején nem mert változtatni. Gömbös Gyula hatalomra kerülése után (1932) Magyary visszavonult tanszékére, és a Magyar Közigazgatás-tudományi Intézetben válogatott igazgatási szakemberekkel folytatta munkáját. Magyary halálával az általa kialakított iskola és gondolkodásmód megszűnt.

#### A tanácsrendszer (1950–1990)
Magyarország szovjetizációjával betetőződött a korábbi évtizedek központosítási folyamata. A polgári korszakban a területi és helyi közigazgatás egyre nagyobb mértékben került ki az önkormányzati testületek ellenőrzése alól és egyre nagyobb mértékben került a központi kormányzat ellenőrzése alá. A tanácsrendszer 1950-es bevezetésével a közigazgatás szinte valamennyi ága egységes szervezeti keretet kapott, viszont a közigazgatás és államigazgatás közötti korábbi határok elmosódtak, teljesen megszűnt az önkormányzati jelleg. A szocialista állam az egységes államhatalom elvi alapján állt, a tanácsok is ennek helyi szervei voltak csupán. Kezdetben a tanácsok központi irányítását elvileg a Minisztertanács, ténylegesen a belügyminiszter látta el, hasonlóan a polgári korszak önkormányzatai feletti központi felügyelet rendjéhez. A központi beavatkozás azonban a korábbinál sokkal kiterjedtebb volt, az egyes minisztériumok szinte teljes körű irányítás illetve ellenőrzés alatt tartották a tanácsi szervek tevékenységét.
A tanácsrendszert négy évtizedes fennállása alatt háromszor alakították át jelentősebb mértékben. Az 1950-es első tanácstörvényt, mely alig különbözött a hasonló szovjet jogszabály fordításától, 1954-ben követte a második, mely az első Nagy Imre-kormány politikájának megfelelően a törvényesség megerősítése, a különböző szervek egymáshoz való viszonyának világosabb rögzítése és részben a magyar viszonyokhoz való jobb alkalmazkodás céljával született.
Az 1971-es harmadik tanácstörvényben megjelent a tanácsok államhatalmi szervként való meghatározása mellett azok önkormányzati jellegének megfogalmazása is, és önállóságuk ennek megfelelően valamelyest növekedett. Ekkor került sor a járási tanácsok megszüntetésére, feladataik és hatásköreik jelentős része a községi tanácsokhoz, más része pedig a megyei tanácsok járási hivatalaihoz került. Szintén ekkor iktatták törvénybe az 1960-as évek végén megkezdett közigazgatási kísérletek tapasztalatait, így a nagyközségi tanácsok és a városkörnyékek rendszerét.
1983 után újabb részleges modellváltás történt. A tanácsrendszer utolsó éveiben a helyi tanácsok önállósága tovább növekedett, függőségük a területi tanácsoktól csökkent, ahogy az utóbbiaké a központi kormányzattól is. Az előző két évtized nagyarányú összevonásai után a közös tanácsok belső szerkezete is megváltozott: először a nem tanácsi székhely községekben, majd a székhelyeken is elöljáróságok jöttek létre a települési érdekek hatékonyabb képviselete és a helyi ügyeknek a lakossághoz közelebb vitele érdekében.

#### A rendszerváltás után
„Az 1990. évi választásokat követően megindult korszakváltás során a hatalommegosztást és hatalomgyakorlást az Alkotmányra épülő 1990. évi LXV (ú.n. Önkormányzati-) törvény szentesíti. A kormány és az önkormányzatok közti feladat- és hatáskörmegosztást az előzőkre alapozott 1991. évi XX (ún. Hatásköri-) törvény s az ennek végrehajtására született kormány- és miniszteri rendeletek sora rögzíti." Az önkormányzatok közigazgatási funkciók egész sorát látják el.
A magyar közigazgatás alaptörvénye a Magyar Köztársaság Alkotmánya, újabb elnevezése Magyarország alaptörvénye. A magyar központi közigazgatás a végrehajtó hatalom csúcsszerve, a Kormány. A közigazgatás szakmai felügyeletét és fejlesztését a Miniszterelnökség 
látja el a Belügyminisztérium közreműködésével. Az önkormányzati helyi igazgatás felett a megyei Kormány Hivatalok látnak el hasonló funkciót (Budapest közigazgatási területén belül pedig a Fővárosi Kormány Hivatal). A Kormány Hivatal törvényességi ellenőrzést folytat le. A törvényességi felügyeletet jelenleg az ügyészi szervezetben dolgozó közigazgatási ügyészek gyakorolják (Újabban Megyei Törvényességi Felügyeleti Ügyészség ill. Budapesti Törvényességi Felügyeleti Ügyészség néven látják el ezt a feladatot a korábbi helyi illetve kerületi ügyészségek törvényességi felügyeleti csoportjai helyett. Budapesten a felettes szerv a Fővárosi Főügyészség Közigazgatási Osztályának Törvényességi Felügyeleti Csoportja).

## A közigazgatási szervek fajtái

### A közigazgatási szervek fajtái hatáskörök szerint
A közigazgatási szerv csak a rá vonatkozó jogszabályokban lefektetett módon, és csakis az közigazgatási eljárás szabályai szerint folytathat eljárást. A közigazgatási szerv hatásköre azoknak az ügyeknek a csoportja, amelyekben eljárást folytathat le. Például a Magyar Energia Hivatal engedélyezheti erőmű létesítését, de nem adhat engedélyt a vasúthálózat használatára.

### A közigazgatási szervek fajtái illetékesség szerint
A közigazgatási szerv illetékességén azt értjük, hogy milyen közigazgatási határokon belül folytathat le érvényes eljárást.
Az önkormányzati szervek illetékessége az adott önkormányzat közigazgatási határáig terjed. A magyar közigazgatás alapját a települési önkormányzatok jelentik. 
A megyei önkormányzati szervek illetékességi területe a megye összes önkormányzatára kiterjed. A Magyarország vármegyéi szócikk teljes áttekintést ad a közigazgatásnak erről a szintjéről.
Az országos illetékességű szervek az ország egész területén folytathatnak eljárást. A központi közigazgatás szervei a magyar Kormány irányítása alá tartoznak, egyes esetekben rendelkeznek helyi (többnyire megyei vagy regionális illetékességű, ún. "dekoncentrált") hivatalokkal, máskor az egész ország az illetékességi területük.

## A közigazgatási eljárások
A közigazgatási eljárás általános szabályait, valamint egyes közigazgatási eljárások sajátosságait törvények szabályozzák.

## E-közigazgatás
A közigazgatás ügyfélkapcsolatainak elektronikus formája az infokommunikációs technológia közműszerű használata révén. Minden olyan tevékenység, amely az ügyfél és a közigazgatás kapcsolattartásának elektronikus formája, beleértve a tárgyi és jogi feltételeket is. Célja az állami feladatellátás gyors, naprakész, egyszerű, könnyen hozzáférhető, költséghatékony támogatása.